# Unione Sportiva Dilettantistica San Zaccaria 2017-2018
Questa voce raccoglie le informazioni riguardanti l'Unione Sportiva Dilettantistica San Zaccaria nelle competizioni ufficiali della stagione 2017-2018.

## Stagione
All'inizio della stagione è stata ufficializzata la collaborazione con il Ravenna F.C. 1913.
Nel primo turno della Coppa Italia ha superato l'Imolese, ma ha subito la sconfitta a tavolino per 0-3 per la posizione irregolare di due calciatrici (Francesca Cicci e Linda Giovagnoli, entrambe nate nel 2002) e non autorizzate all'attività agonistica dal Comitato Regionale Emilia-Romagna.
Il 3 gennaio 2018 la società ha comunicato l'esonero di Mirco Balacich dalla guida tecnica della squadra. Il 6 gennaio 2018 la società ha comunicato la nomina del direttore sportivo Fausto Lorenzini ad allenatore, assistito sempre da Andrea Rizzo.

## Organigramma societario
Area tecnica
- Allenatore: Mirco Balacich (fino al 3 gennaio 2018), Fausto Lorenzini (dal 6 gennaio 2018)
- Allenatore: Andrea Rizzo
- Team manager: Claudia Mariani
- Preparatore portieri: Gianni Lanucara
- Preparatore atletico: Rodrigo Baldelli

Area sanitaria
- Fisioterapista: Giulia Bucella

## Rosa
Rosa e numeri di maglia aggiornati al 3 settembre 2017.
| N. |                   | Ruolo | Calciatrice         |
| -- | ----------------- | ----- | ------------------- |
| 1  | Italia (bandiera) | P     | Amanda Tampieri     |
| 2  | Italia (bandiera) | D     | Paola Cuciniello    |
| 3  | Italia (bandiera) | D     | Ilaria Alunno       |
| 4  | Italia (bandiera) | D     | Asia Muratori       |
| 5  | Italia (bandiera) | D     | Ginevra Costantino  |
| 6  | Italia (bandiera) | C     | Anita Carrozzi      |
| 7  | Italia (bandiera) | A     | Giulia Baldini      |
| 8  | Italia (bandiera) | A     | Luisa Pugnali       |
| 9  | Italia (bandiera) | A     | Simona Cimatti      |
| 10 | Italia (bandiera) | C     | Azzurra Principi    |
| 11 | Italia (bandiera) | A     | Francesca Pittaccio |
| 12 | Italia (bandiera) | P     | Francesca Cicci     |
| 14 | Italia (bandiera) | A     | Giada Burbassi      |
| 15 | Italia (bandiera) | D     | Francesca Ercolani  |

| N. |                    | Ruolo | Calciatrice          |
| -- | ------------------ | ----- | -------------------- |
| 16 | Italia (bandiera)  | C     | Linda Casadio        |
| 17 | Italia (bandiera)  | C     | Giorgia Filippi      |
| 18 | Italia (bandiera)  | C     | Erika Campesi        |
| 21 | Italia (bandiera)  | D     | Raffaella Manieri    |
| 22 | Italia (bandiera)  | C     | Emma Errico          |
| 23 | Italia (bandiera)  | D     | Sara Quadrelli       |
| 24 | Italia (bandiera)  | P     | Emma Guidi           |
| 25 | Italia (bandiera)  | D     | Linda Giovagnoli     |
| 27 | Italia (bandiera)  | D     | Linda Tucceri Cimini |
| 28 | Italia (bandiera)  | D     | Silvia Cinque        |
| 39 | Francia (bandiera) | D     | Félicité Hamidouche  |
| 92 | Italia (bandiera)  | A     | Francesca Barbaresi  |
| 98 | Italia (bandiera)  | C     | Valentina Pelloni    |

## Calciomercato

### Sessione estiva
| Acquisti | Acquisti            | Acquisti    | Acquisti   |
| R.       | Nome                | da          | Modalità   |
| -------- | ------------------- | ----------- | ---------- |
| P        | Emma Guidi          | L.F. Jesina | [ 10 ]     |
| D        | Ilaria Alunno       | L.F. Jesina |            |
| D        | Ginevra Costantino  | Sassuolo    | [ 11 ]     |
| D        | Paola Cuciniello    | L.F. Jesina | [ 12 ]     |
| D        | Raffaella Manieri   | Brescia     | [ 13 ]     |
| C        | Erika Campesi       | L.F. Jesina | [ 12 ]     |
| C        | Anita Carrozzi      | Chieti      | [ 14 ]     |
| D        | Emma Errico         | Cuneo       |            |
| A        | Francesca Pittaccio | Roma CF     | [ 15 ]     |
| A        | Luisa Pugnali       |             | svincolata |

| Cessioni | Cessioni           | Cessioni        | Cessioni      |
| R.       | Nome               | a               | Modalità      |
| -------- | ------------------ | --------------- | ------------- |
| P        | Emily Dolan        |                 | svincolata    |
| D        | Mariana Díaz       | Houston Aces    |               |
| D        | Shauna Peare       | AGSM Verona     | [ 16 ]        |
| D        | Erika Santoro      | Pink Sport Time | [ 14 ]        |
| D        | Alessia Venturini  |                 | svincolata    |
| C        | Giorgia Filippi    |                 | svincolata    |
| C        | Carlotta Moscia    | Luserna         | [ 17 ]        |
| C        | Sara Pastore       | Castelvecchio   |               |
| C        | Giada Pondini      | Sassuolo        | [ 18 ]        |
| A        | Fabiana Colasuonno | Imolese         | [ 19 ]        |
| A        | Costanza Razzolini | Fiorentina      | fine prestito |

### Sessione invernale
| Acquisti | Acquisti            | Acquisti | Acquisti |
| R.       | Nome                | da       | Modalità |
| -------- | ------------------- | -------- | -------- |
| D        | Félicité Hamidouche | Bordeaux | [ 20 ]   |
| C        | Giorgia Filippi     | Imolese  | prestito |

| Cessioni | Cessioni       | Cessioni   | Cessioni |
| R.       | Nome           | a          | Modalità |
| -------- | -------------- | ---------- | -------- |
| A        | Simona Cimatti | San Marino | [ 21 ]   |

## Risultati

### Serie A

#### Girone di andata
| Arbitro: | Davide Giacometti (Gubbio) |

|             |           |            |
| Bargi 90+3’ | Marcatori | 40’ Errico |

| Arbitro: | Thomas Bonci (Pesaro) |

|                         |           |                                            |
| Pugnali 32’ Baldini 59’ | Marcatori | 48’ Fishley 53’ Nichele 83’ Þorvaldsdóttir |

| Bitetto 28 ottobre 2017, ore 15:00 CET 3ª giornata | Pink Sport Time               | 0 – 0 referto | San Zaccaria | Stadio Antonio Antonucci\| Arbitro: \| Fabio Rosario Luongo (Napoli) \| |
| Arbitro:                                           | Fabio Rosario Luongo (Napoli) |               |              |                                                                         |

| Arbitro: | Sergio Palmieri (Conegliano) |

|                |           |  |
| Errico 2’, 68’ | Marcatori |  |

| Arbitro: | Deborah Bianchi (Prato) |

|                          |           |               |
| Sabatino 10’ Girelli 21’ | Marcatori | 58’ Pittaccio |

| Ravenna 18 novembre 2017, ore 14:30 CET 6ª giornata | San Zaccaria            | 0 – 0 referto | Fiorentina | Centro Sp. "Massimo Soprani" (ca. 100 spett.)\| Arbitro: \| Andrè Scialla (Vicenza) \| |
| Arbitro:                                            | Andrè Scialla (Vicenza) |               |            |                                                                                        |

| Arbitro: | Anna Scapolo (Padova) |

|                    |           |                                              |
| Tucceri Cimini 52’ | Marcatori | 23’, 77’ Polli 32’ Brumana 56’, 90+3’ Catena |

| Arbitro: | Davide Fera (Gallarate) |

|                              |           |                   |
| Solow 27’ De. Mascanzoni 85’ | Marcatori | 38’ (rig.) Errico |

| Arbitro: | Daljit Singh (Macerata) |

|  |           |                                                     |
|  | Marcatori | 18’ Glionna 55’, 78’ Bonansea 77’ Franssi 83’ Zelem |

| Arbitro: | Christophe Barmasse (Aosta) |

|                        |           |                             |
| Mendes 2’ Stracchi 22’ | Marcatori | 35’ Quadrelli 90+4’ Pugnali |

| Arbitro: | Stefano Peletti (Crema) |

|  |           |                    |
|  | Marcatori | 82’ (rig.) Palombi |

#### Girone di ritorno
| Arbitro: | Emanuele Tartarone (Frosinone) |

|                 |           |                                 |
| Errico 58’, 74’ | Marcatori | 65’ Cinotti 76’ (rig.) Mastalli |

| Arbitro: | Giovanni Agostoni (Milano) |

|                                         |           |                        |
| Kostova 29’, 41’ Soffia 54’ Hannula 69’ | Marcatori | 65’ Manieri 70’ Errico |

| Arbitro: | Davide Giacometti (Gubbio) |

|                           |           |          |
| Pugnali 84’, 90+3’, 90+5’ | Marcatori | 3’ Pinna |

| Arbitro: | Daljit Singh (Macerata) |

|             |           |  |
| Tarenzi 81’ | Marcatori |  |

| Arbitro: | Alessandro Costa (Novara) |

|                                               |           |             |
| Giacinti 51’ Tomaselli 58’, 77’ Giugliano 94’ | Marcatori | 80’ Pugnali |

| Arbitro: | Silvio Torreggiani (Civitavecchia) |

|                                                |           |  |
| Linari 19’ (rig.) Mauro 26’, 36’ Bonetti 90+2’ | Marcatori |  |

| Arbitro: | Kevin Bonacina (Bergamo) |

|  |           |             |
|  | Marcatori | 11’ Pugnali |

| Arbitro: | Davide Giacometti (Gubbio) |

|             |           |             |
| Casadio 56’ | Marcatori | 83’ Fuselli |

| Arbitro: | Martina Molinaro (Lamezia Terme) |

|                         |           |              |
| Franssi 43’ Cantore 76’ | Marcatori | 90+3’ Errico |

| Arbitro: | Mauro Stabile (Padova) |

|                    |           |                                                |
| Tucceri Cimini 70’ | Marcatori | 52’ Monterubbiano 63’ Alborghetti 88’ Piacezzi |

| Arbitro: | Cosimo Delli Carpini (Isernia) |

|              |           |                      |
| Ciccotti 56’ | Marcatori | 90+1’ Tucceri Cimini |

#### Spareggio salvezza
| Arbitro: | Agostino De Santis (Campobasso) |

|                  |           |                                            |
| Pugnali 45’, 61’ | Marcatori | 15’ (rig.) Piro 20’ Parascandolo 52’ Manno |

### Coppa Italia

#### Primo turno
Accoppiamento A19
| Arbitro: | Angelo Moretti (Città di Castello) |

|                                                                                       |           |                |
| Pugnali 6’ (rig.), 26’ Carrozzi 20’ Pittaccio 31’ (rig.), 46’, 75’ Barbaresi 58’, 89’ | Marcatori | 90’ Colasuonno |

| Imola 10 settembre 2017, ore 16:30 CEST ritorno | Imolese               | 3 – 0 a tav. referto | San Zaccaria | Stadio comunale Romeo Galli\| Arbitro: \| Thomas Bonci (Pesaro) \| |
| Arbitro:                                        | Thomas Bonci (Pesaro) |                      |              |                                                                    |

#### Secondo turno
| Arbitro: | Massimiliano Moretti (San Benedetto del Tronto) |

|            |           |  |
| Errico 35’ | Marcatori |  |

#### Terzo turno
| Arbitro: | Matteo Canci (Carrara) |

|                                       |           |  |
| Pittaccio 35’ Manieri 60’ Pugnali 82’ | Marcatori |  |

#### Quarti di finale
| Arbitro: | Stefania Menicucci (Lanciano) |

|                                                                   |           |  |
| Bonetti 10’, 60’, 63’ Caccamo 20’ Parisi 46’ Mauro 66’ Guagni 89’ | Marcatori |  |

## Statistiche

### Statistiche di squadra
| Competizione      | Punti | In casa | In casa | In casa | In casa | In casa | In casa | In trasferta | In trasferta | In trasferta | In trasferta | In trasferta | In trasferta | Totale | Totale | Totale | Totale | Totale | Totale | DR  |
| Competizione      | Punti | G       | V       | N       | P       | Gf      | Gs      | G            | V            | N            | P            | Gf           | Gs           | G      | V      | N      | P      | Gf     | Gs     | DR  |
| ----------------- | ----- | ------- | ------- | ------- | ------- | ------- | ------- | ------------ | ------------ | ------------ | ------------ | ------------ | ------------ | ------ | ------ | ------ | ------ | ------ | ------ | --- |
| Serie A           | 16    | 11      | 2       | 3       | 6       | 13      | 25      | 11           | 1            | 4            | 6            | 10           | 19           | 22     | 3      | 7      | 12     | 23     | 44     | -21 |
| Serie A spareggio | -     | -       | -       | -       | -       | -       | -       | -            | -            | -            | -            | -            | -            | 1      | 0      | 0      | 1      | 2      | 3      | -1  |
| Coppa Italia      | -     | 3       | 3       | 0       | 0       | 12      | 1       | 2            | 0            | 0            | 2            | 0            | 10           | 5      | 3      | 0      | 2      | 12     | 11     | +1  |
| Totale            | -     | 14      | 5       | 3       | 6       | 24      | 25      | 13           | 1            | 4            | 8            | 10           | 29           | 28     | 6      | 7      | 15     | 37     | 58     | -21 |

### Andamento in campionato
| Giornata  | 1 | 2 | 3 | 4 | 5 | 6 | 7 | 8  | 9  | 10 | 11 | 12 | 13 | 14 | 15 | 16 | 17 | 18 | 19 | 20 | 21 | 22 |
| --------- | - | - | - | - | - | - | - | -- | -- | -- | -- | -- | -- | -- | -- | -- | -- | -- | -- | -- | -- | -- |
| Luogo     | T | C | T | C | T | C | C | T  | C  | T  | C  | C  | T  | C  | T  | C  | T  | T  | C  | T  | C  | T  |
| Risultato | N | P | N | V | P | N | P | P  | P  | N  | P  | N  | P  | V  | P  | P  | P  | V  | N  | P  | P  | N  |
| Posizione | 5 | 8 | 9 | 6 | 8 | 8 | 9 | 10 | 11 | 10 | 10 | 10 | 10 | 10 | 10 | 10 | 10 | 9  | 9  | 10 | 10 | 10 |

Legenda:

Luogo: C = Casa; T = Trasferta. Risultato: V = Vittoria; N = Pareggio; P = Sconfitta.

### Statistiche delle giocatrici
| Giocatore         | Serie A  | Serie A | Serie A     | Serie A    | Coppa Italia | Coppa Italia | Coppa Italia | Coppa Italia | Totale   | Totale | Totale      | Totale     |
| Giocatore         | Presenze | Reti    | Ammonizioni | Espulsioni | Presenze     | Reti         | Ammonizioni  | Espulsioni   | Presenze | Reti   | Ammonizioni | Espulsioni |
| ----------------- | -------- | ------- | ----------- | ---------- | ------------ | ------------ | ------------ | ------------ | -------- | ------ | ----------- | ---------- |
| I. Alunno         | 17+1     | 0       | 1           | 0          | 2            | 0            | 0            | 0            | 20       | 0      | 1           | 0          |
| G. Baldini        | 21+1     | 1       | 1           | 0          | 4            | 0            | 0            | 0            | 26       | 1      | 1           | 0          |
| F. Barbaresi      | 19       | 0       | 0           | 0          | 5            | 2            | 0            | 0            | 24       | 2      | 0           | 0          |
| G. Burbassi       | 7+1      | 0       | 0           | 0          | 2            | 0            | 0            | 0            | 10       | 0      | 0           | 0          |
| E. Campesi        | 15+1     | 0       | 1           | 0          | 4            | 0            | 0            | 0            | 20       | 0      | 1           | 0          |
| A. Carrozzi       | 13+1     | 0       | 3           | 1          | 3            | 1            | 0            | 0            | 17       | 1      | 3           | 1          |
| L. Casadio        | 21+1     | 1       | 0           | 0          | 4            | 0            | 0            | 0            | 26       | 1      | 0           | 0          |
| F. Cicci          | 0        | 0       | 0           | 0          | 0            | 0            | 0            | 0            | 0        | 0      | 0           | 0          |
| S. Cimatti        | 2        | 0       | 0           | 0          | 1            | 0            | 0            | 0            | 3        | 0      | 0           | 0          |
| S. Cinque         | -        | -       | -           | -          | -            | -            | -            | -            | -        | -      | -           | -          |
| G. Costantino     | 7        | 0       | 0           | 0          | 4            | 0            | 0            | 0            | 11       | 0      | 0           | 0          |
| P. Cuciniello     | 7        | 0       | 2           | 1          | 3            | 0            | 1            | 0            | 10       | 0      | 3           | 1          |
| F. Ercolani       | -        | -       | -           | -          | -            | -            | -            | -            | -        | -      | -           | -          |
| E. Errico         | 22+1     | 8       | 2           | 0          | 2            | 1            | 0            | 0            | 25       | 9      | 2           | 0          |
| G. Filippi        | 9+1      | 0       | 2           | 0          | 1            | 0            | 0            | 0            | 11       | 0      | 2           | 0          |
| L. Giovagnoli     | 0        | 0       | 0           | 0          | 1            | 0            | 0            | 0            | 1        | 0      | 0           | 0          |
| E. Guidi          | 18+1     | -33-3   | 1           | 0          | 2            | -1           | 0            | 0            | 21       | -34    | 1           | 0          |
| F. Hamidouche     | 4        | 0       | 0           | 0          | -            | -            | -            | -            | 4        | 0      | 0           | 0          |
| R. Manieri        | 22+1     | 1       | 3           | 0          | 5            | 1            | 0            | 0            | 28       | 2      | 3           | 0          |
| A. Muratori       | 3        | 0       | 0           | 0          | 2            | 0            | 0            | 0            | 5        | 0      | 0           | 0          |
| V. Pelloni        | -        | -       | -           | -          | -            | -            | -            | -            | -        | -      | -           | -          |
| F. Pittaccio      | 20       | 1       | 0           | 0          | 3            | 4            | 0            | 0            | 23       | 5      | 0           | 0          |
| A. Principi       | 10       | 0       | 0           | 0          | 2            | 0            | 0            | 0            | 12       | 0      | 0           | 0          |
| L. Pugnali        | 22+1     | 7+2     | 0           | 0          | 4            | 3            | 0            | 0            | 27       | 12     | 0           | 0          |
| A. Quadrelli      | 21+1     | 1       | 2           | 0          | 3            | 0            | 0            | 0            | 25       | 1      | 2           | 0          |
| A. Tampieri       | 3        | -7      | 0           | 1          | 3            | -7           | 0            | 0            | 6        | -14    | 0           | 1          |
| L. Tucceri Cimini | 20+1     | 3       | 3           | 0          | 3            | 0            | 0            | 0            | 24       | 3      | 3           | 0          |